# Педуніверситет-ШВСМ
Педуніверситет-ШВСМ — чоловічий волейбольний клуб з м. Чернігова, Україна.

## Історія
Команда заснована в кінці 80-х років і базується на базі Чернігівського національного педагогічного університету імені Шевченка. Останні кілька років є фарм-клубом команді Суперліги «Буревісник-ШВСМ» З сезону 2010/11 розпочала виступ у Першій лізі. Головним тренером колективу є Микола Благодарний, який одночасно очолює і «Буревісник-ШВСМ».
У сезоні 2015/16 років команда посіла 6 місце у Вищій Лізі.
У сезоні 2015/17 за тур до закінчення регулярного чемпіонату «Педуніверситет» йшов за 13 місці з 16 команд.
У регулярному сезоні чемпіонату України 2016/17 серед команд Вищої ліги клуб зайняв 11 місце. 
Однак в сезоні 2017/18 "Педуніверситет-ШВСМ» не був заявлений в чемпіонаті. Останнім змаганням за участю чернігівців став турнір присвячений звільненню Чернігівщини від фашистських загарбників, що пройшов у вересні 2017 року. У ньому клуб зайняв останнє третє місце. 

### Гравці
Станом на 18 лютого 2017 (Частково повторює заявку "Буревісника-ШВСМ")
| No | Національність | Гравець               | Дата народження | Зріст | Позиція |
| -- | -------------- | --------------------- | --------------- | ----- | ------- |
| 1  | Україна        | Антон Добржанський    | 1994            |       |         |
| 2  | Україна        | Олександр Лук'янець   | 1999            |       |         |
| 3  | Україна        | Тарас Трутень         | 1996            |       |         |
| 4  | Україна        | Володимир Дем'янський | 1996            |       |         |
| 5  | Україна        | Микита Каліберда      | 1996            |       |         |
| 6  | Україна        | Максим Сидоренко      | 1997            |       |         |
| 7  | Україна        | Роман Знак            | 1993            |       |         |
| 8  | Україна        | Євгеній Якуба         | 1996            |       |         |
| 9  | Україна        | Станіслав Азаров      | 1995            |       |         |
| 10 | Україна        | Олексій Білик         | 1993            |       |         |
| 11 | Україна        | Павло Дикун           | 1992            |       |         |
| 12 | Україна        | Денис Данилов         | 1991            |       |         |
| 13 | Україна        | Андрій Педора         | 1989            |       |         |
| 14 | Україна        | Максим Чуб            | 1992            |       |         |
| 15 | Україна        | Олег Ларко            | 1999            |       |         |
| 16 | Україна        | Олексій Прохоренко    | 1992            |       |         |
| 17 | Україна        | Георгій Яловенко      | 1993            |       |         |
| 18 | Україна        | Павло Камінський      | 1996            |       |         |